# Prundeni
Prundeni là một xã thuộc hạt Vâlcea, România. Dân số thời điểm năm 2002 là 4679 người.